# Anemone prattii
Anemone prattii là một loài thực vật có hoa trong họ Mao lương. Loài này được Huth ex Ulbr. mô tả khoa học đầu tiên năm 1905.

## Hình ảnh

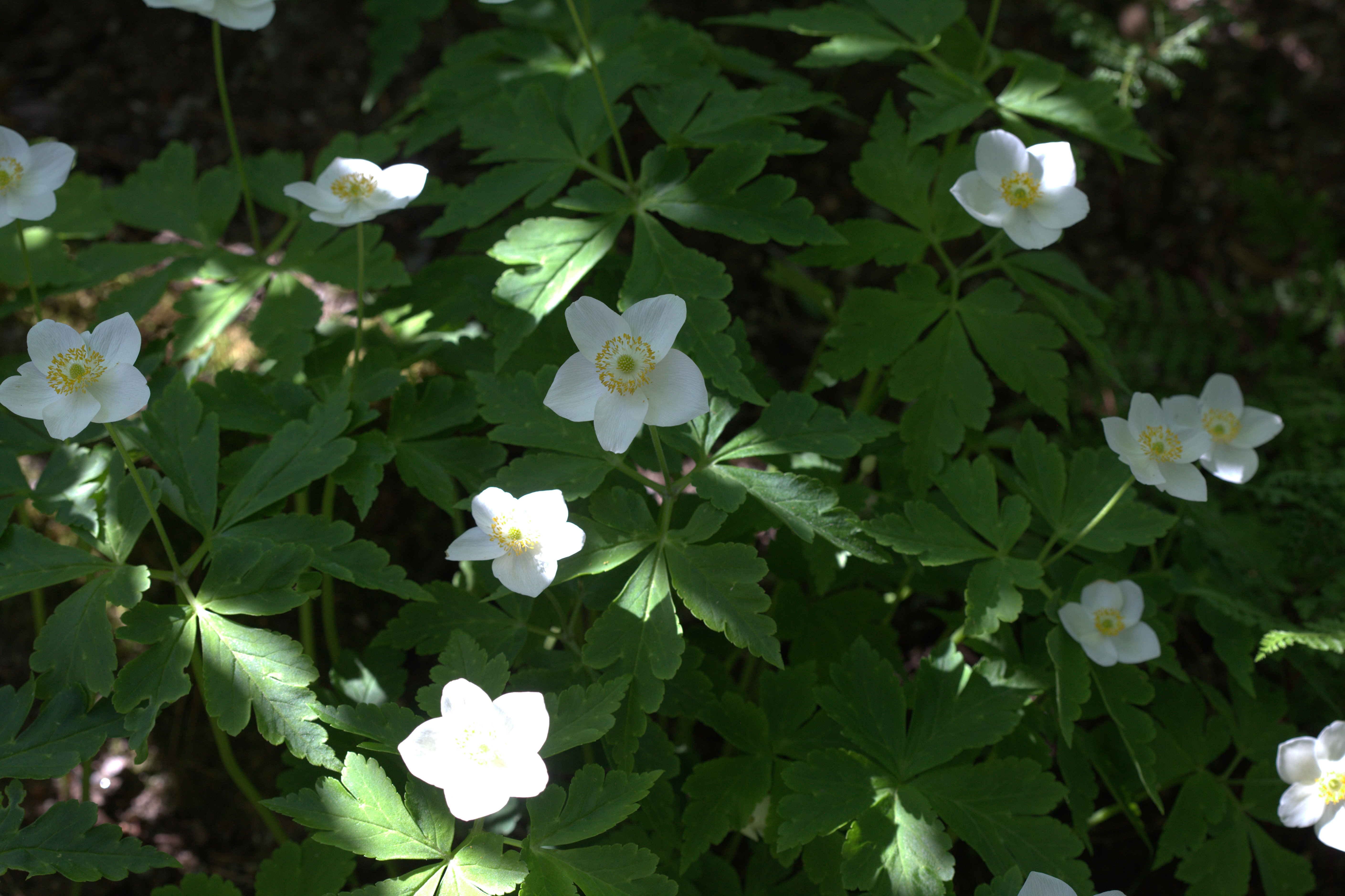
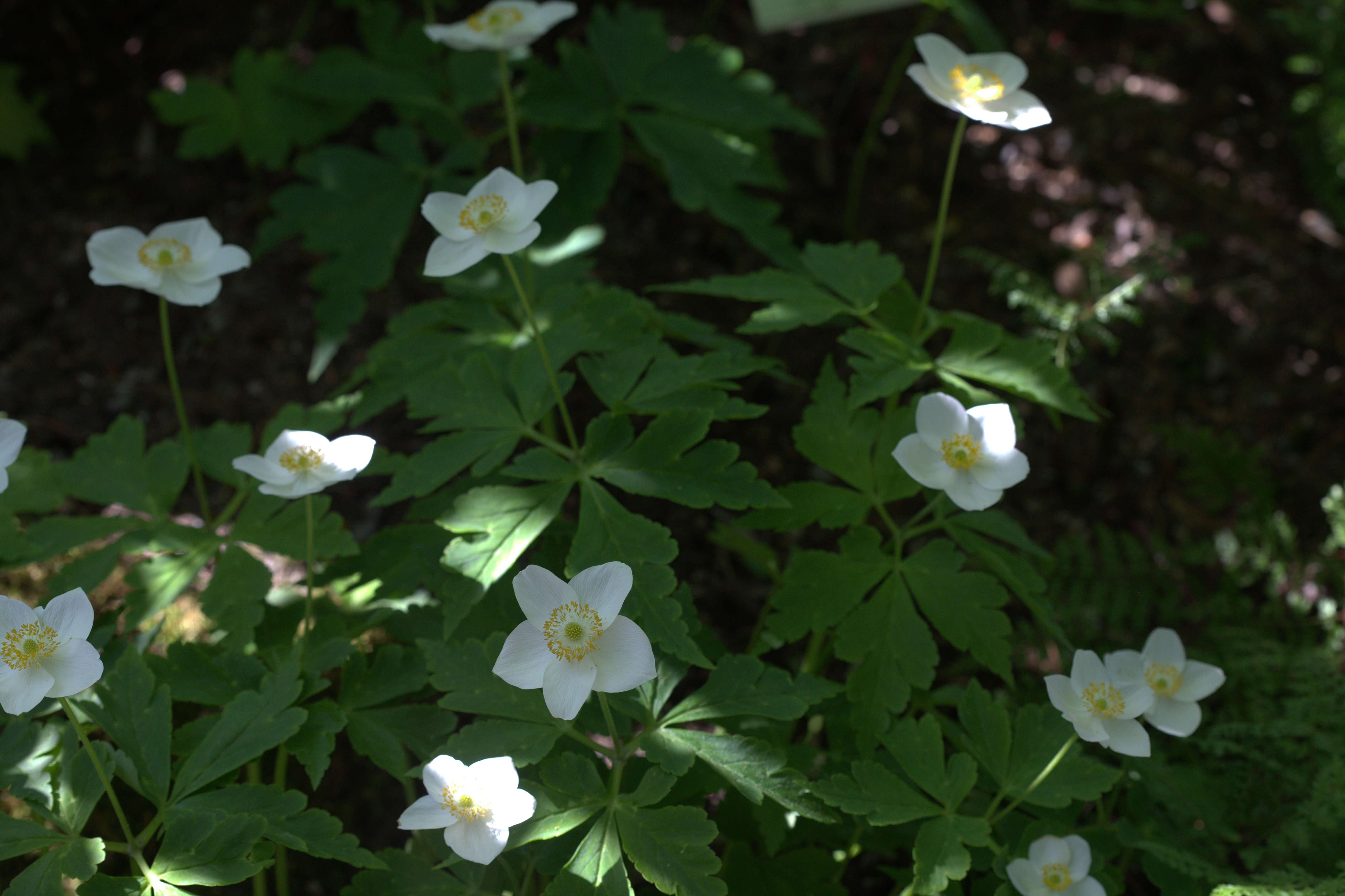
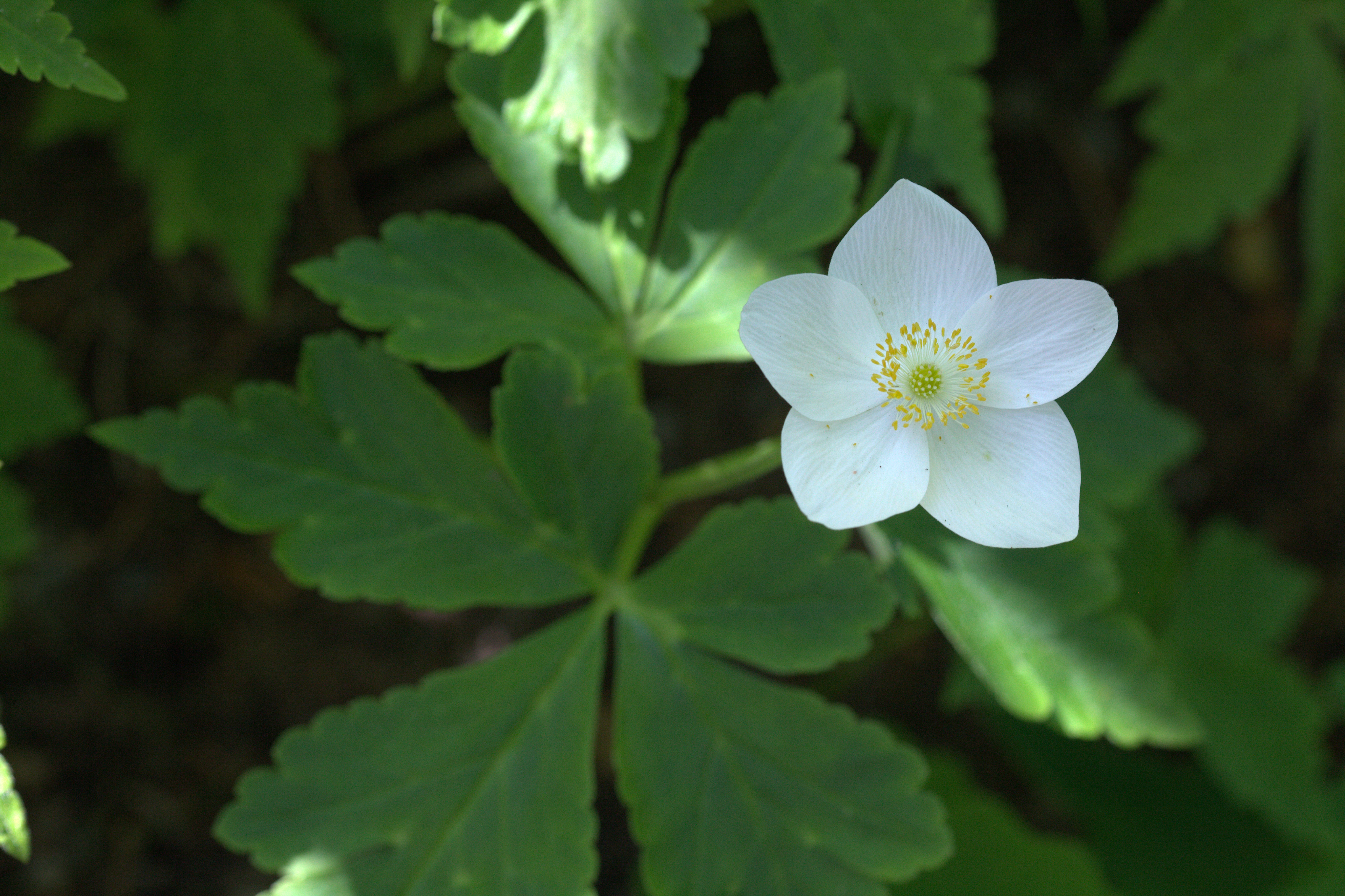
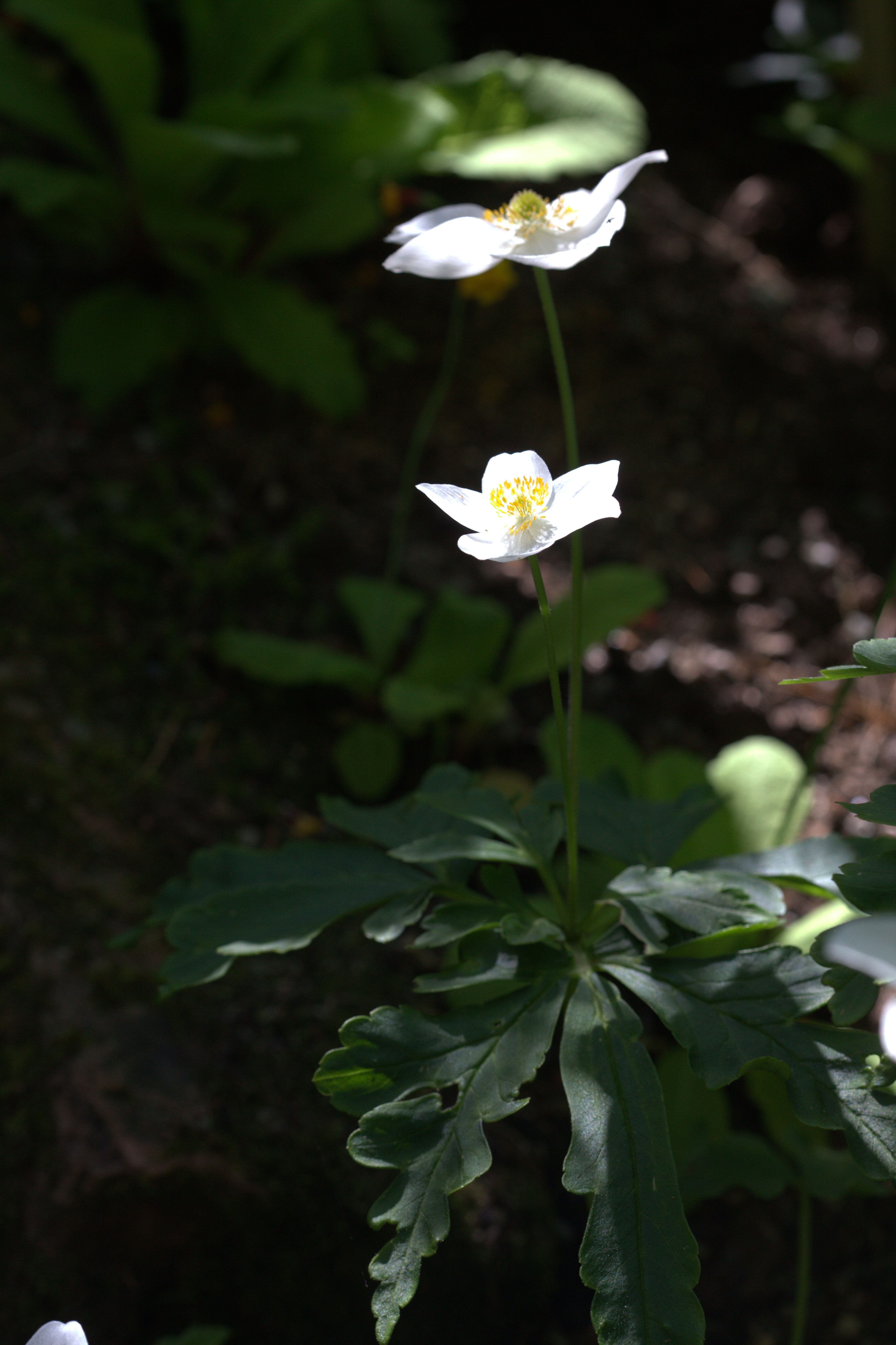